# Краснохохлый ампелион
Краснохохлый ампелион (лат. Ampelion rubrocristatus) — вид птиц рода ампелионы семейства котинговых. Подвидов не выделяют. Длина от 20,5 до 23 см. Оперение серое, свинцовое на спине, черноватое на голове, крыльях и хвосте и беловатое на нижней части брюха. Присутствует гребень на затылке с длинными перьями темно-бордового цвета. Клюв белый, с черным кончиком. Радужка красная. Питается в основном фруктами, а также ловит насекомых на лету. Размножается с февраля по август в Колумбии и в октябре в Эквадоре. Строит гнездо из веточек и лишайников на небольшой высоте.